# Megasoma thersites
Megasoma thersites es una especie de escarabajo rinoceronte del género Megasoma, tribu Dynastini, familia Scarabaeidae.  Fue descrita científicamente por LeConte en 1861.
La especie se mantiene activa durante los meses de enero, agosto, septiembre, octubre y noviembre.

## Descripción
Mide 45 milímetros de longitud.

## Distribución
Se distribuye por México y Estados Unidos.